# Kukuis
Kukuis románul: Cucuiș, falu Romániában, Erdélyben, Hunyad megyében.

## Fekvése
Ósebeshely (Sibişel) mellett fekvő település.

## Története
Kukuis korábban Ósebeshely (Sibişel) része volt, 1910-ben 178 lakosából 171 román, 7 magyar volt. 1956-ban vált önálló településsé, ekkor 189 lakosa volt.
1966-ban 201 lakosából 22 román, 1 ukrán volt, 1977-ben 208, 1992-ben pedig 183 román lakosa volt.